# Pristotis
Pristotis là một chi cá biển thuộc phân họ Pomacentrinae nằm trong họ Cá thia. Chi này nằm trong nhóm chị em với Teixeirichthys.

## Từ nguyên
Từ định danh được ghép bởi hai âm tiết trong tiếng Hy Lạp cổ đại, prístēs (πρίστης, "lưỡi cưa") và oûs (οὖς, "tai"), hàm ý đề cập đến hàng răng cưa ở rìa của xương trước nắp mang (preoperculum) và xương nắp vỏ màng (suboperculum).

## Sinh thái học
Pristotis, cũng như Teixeirichthys, ưa sống trên nền đáy cát và thảm cỏ biển. Thức ăn của chúng là động vật phù du.

## Các loài
Có 2 loài được công nhận là hợp lệ trong chi này, bao gồm:
- Pristotis cyanostigma Rüppell, 1838
- Pristotis obtusirostris (Günther, 1862)